# Karl Tackert

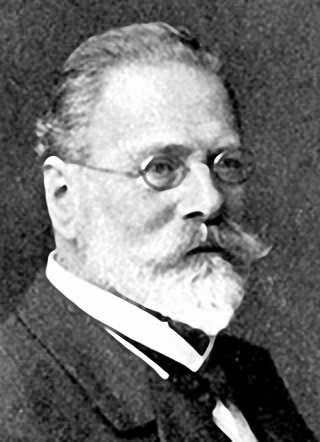
Karl Tackert

Karl August Friedrich Tackert (* 4. Juli 1837 in Hagenow; † 8. September 1929 in Schwerin) war ein deutscher Kammeringenieur (Ingenieur der Hofkammer) und Bürgermeister von Schwerin.

## Leben
Tackert wurde als Sohn eines Amtsregistrators geboren, besuchte ein Rostocker Gymnasium und wurde dann Schüler eines Kammeringenieurs in Hagenow. 1859 machte er sein Examen und war darauf Kammeringenieursgehilfe an der Großherzoglichen Kammer in Wismar. Dann studierte er am Polytechnikum in Wien und machte 1864 sein Kammeringenieur-Examen. Während seines Studiums wurde er 1861 Mitglied der Burschenschaft Olympia Wien. Er arbeitete im Schweriner Kammervermessungsbüro und wurde 1865 Kammeringenieur in Neubukow, später Kammerrat in Schwerin. Von 1877 bis 1883 war er Ratsherr/geschäftsführender Senator des Magistrats der Stadt Schwerin, wo er 1879 für die Erbauung einer Wasserleitung eintrat. 1883 wurde er Zweiter Bürgermeister von Schwerin, 1898 folgte die Wahl zum Ersten Bürgermeister. Sein Bruder war der Forstwirt Adolph Tackert.

## Ehrungen
1899 wurde er zum Hofrat ernannt, 1907 zum Geheimen Hofrat. Zu seiner Pensionierung 1911 wurde er zum Ehrenbürger der Stadt Schwerin.
2014 wurde die Karl-Tackert-Straße im Schweriner Gewerbegebiet Göhrener Tannen nach ihm benannt; die ursprüngliche Benennung der Tackertstraße (abgehend von der Cecilien- und heutigen Schloßgartenallee auf dem Ostorfer Hals) war zur NS-Zeit durch Einbeziehung in die Straße Am Tannenhof rückgängig gemacht worden.

## Auszeichnungen (Auswahl)
- Hausorden der Wendischen Krone, Ritterkreuz
- Preußischer Roter Adlerorden, 3. Klasse
- Preußischer Kronenorden, 4. Klasse
- Dannebrogorden